# Unterwertach
Unterwertach ist ein Ortsteil der Gemeinde Feldkirchen-Westerham im Landkreis Rosenheim. Der Weiler liegt im Osten der Gemeinde nordöstlich von Feldolling auf einer Höhe von 571,1 m ü. NN und hat 36 Einwohner (Stand 31. Dezember 2004). Unterwertach bildet zusammen mit Oberwertach den Gemeindeteil Wertach. Östlich von Unterwertach liegt der bewaldete Kohlberg.
Koordinaten: 47° 54′ N, 11° 53′ O